# 叫鸭科
叫鸭科（学名：Anhimidae）是雁形目的一科，分布于南美洲中部沼泽地带，以树叶、嫩芽等为食。同其它的雁形目鸟类不同，其喙尖小具钩，而不是扁平的，现存仅以下2属3种。
- 角叫鸭属 Anhima
  - 角叫鸭 Anhima cornuta
- 冠叫鸭属 Chauna
  - 黑颈冠叫鸭 Chauna chavaria
  - 冠叫鸭 Chauna torquata

- 黑颈叫鸭（Chauna chavaria）
- 冠叫鸭（Chauna torquata）
- 角叫鸭（Anhima cornuta）